# Eudorylas bermeri
Eudorylas bermeri är en tvåvingeart som beskrevs av Christian Kehlmaier 2005. Eudorylas bermeri ingår i släktet Eudorylas och familjen ögonflugor.
Artens utbredningsområde är Tyskland. Inga underarter finns listade i Catalogue of Life.